# 사우스랜드 (드라마)
사우스랜드(Southland)는 2009년 4월 9일부터 방영을 시작하여 2013년 4월 17일에 방영을 종료한 경찰 드라마이다.

## 캐스트
- 케빈 알레한드로 - Nate Moretta
- 아리자 버레이키스 - Chickie Brown
- 마이클 커들리츠 - John Cooper
- 숀 하토시 - Sammy Bryant
- 마이클 맥그래디 - Daniel Salinger
- 벤자민 매켄지 - Ben Sherman
- 레지나 킹 - Lydia Adams
- 톰 에버렛 스콧 - Russell Clarke